# Tweebak

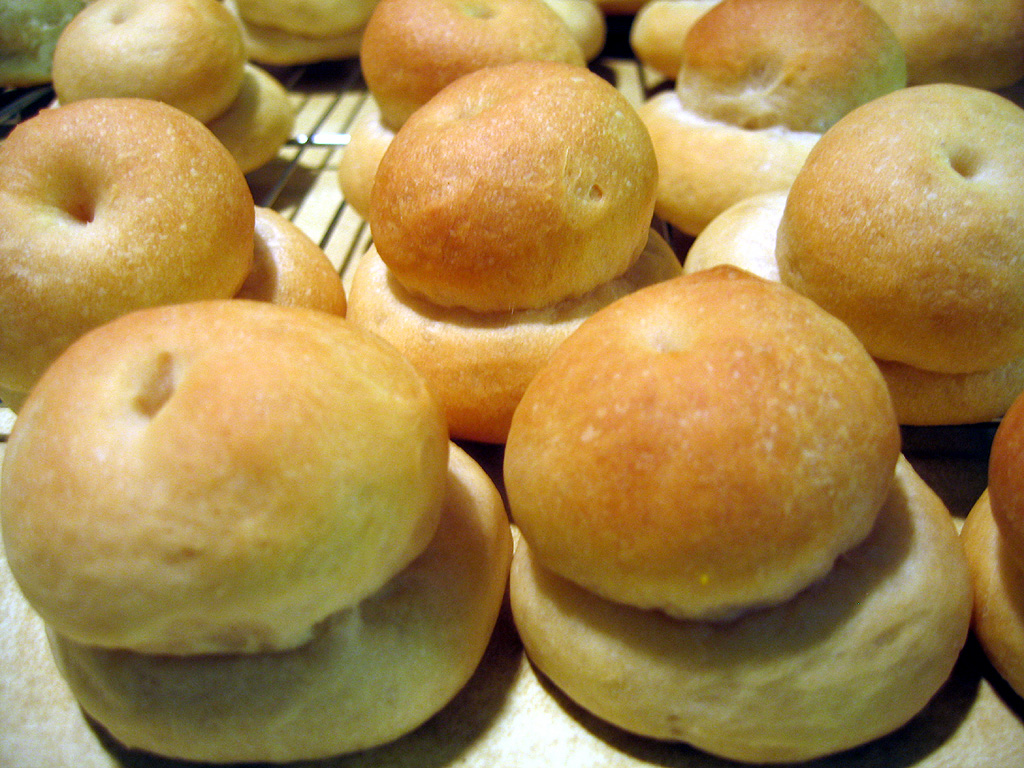
Plautdietsche Tweebak

Der Tweebak ist ein rundliches und goldbraun gebackenes Doppeldecker-Hefebrötchen. Dieses kleine Doppelbrötchen ist das bekannteste Gebäck bei den plautdietschen Russlandmennoniten und hat in dieser Volksgruppe einen identitätsstiftenden Wert. In deutscher Sprache wird Tweebak oft auch als mennonitischer Zwieback bezeichnet. Der deutsche Zwieback unterscheidet sich jedoch in Geschmack und Aussehen stark vom plautdietschen Tweebak.
Der russlandmennonitische Tweebak stammt vermutlich aus niederländischen Hafenstädten bzw. aus der Stadt Danzig, wo getrocknete und geröstete Zwieback als Schiffsproviant im Gebrauch waren. Die mennonitischen Zuwanderer behielten diese Backtradition für den Verlauf ihrer weiteren Migrationsgeschichte.

## Schreibweise und Aussprache
Häufig wird statt „Tweebak“ auch „Tweeback“ geschrieben – in Anlehnung an die deutsche Sprache. Das „a“ ist in der plautdietschen Aussprache jedoch lang und gedehnt, so dass die erstere Schreibweise bevorzugt wird, wie es z. B. in verschiedenen Artikeln der Zeitschrift Plautdietsch FRIND der Fall ist. Da es in der weltweiten plautdietschen Gemeinschaft auch unterschiedliche Aussprache-Varianten gibt, schreiben einige (vor allem aus einigen Orenburger Dörfern oder aus der Kolonie Chortitza  stammende) Plautdietsche auch „Twoibak“ bzw. „Twoiback“.